# Eriocaulon silicicola
Eriocaulon silicicola är en gräsväxtart som beskrevs av Henry Nicholas Ridley. Eriocaulon silicicola ingår i släktet Eriocaulon och familjen Eriocaulaceae. Inga underarter finns listade i Catalogue of Life.